# بلازينغ تيم
بليزينغ تيم: معلمو فن اليوكواندو (بالإنجليزية: Blazing Team: Masters of Yo Kwon Do)، هي سلسلة رسوم متحركة أنتجت عام 2015، وهي إعادة للمسلسل بليزينغ تينز وهي تحكي عن خمسة شبان يتقنون فن اليوكواندو شكلوا فريقا يتصدى للشر.

## القصة
تدور أحداث القصة عن خمسة أصدقاء يتدربون عند رجل عجوز يدعى لاوشي، يعلمهم فنَّاً قتاليا قديما يدعى اليوكواندو وهو استخدام يويو خارق في القتال، يوجد فريقان من مستخدمي هذا الفن القتالي. أحد الفريقين يريد ملء العالم بالظلام بجمع أحجار تدعى (حجر الظلام) وهي أحجار تعطي قوى مظلمة لمن يلمسها وتلك الأحجار هي بقايا الجزء المظلم من رابطة القوى، وهناك الجزء الآخر من الرابطة وهو يجسد قوى الخير وتعطي قوة بيضاء لمن يستعملها ولكنه ببقى شريرًا إذا لامسها أي حسد أو كراهية، ولكن فريق الشبان سيقف في وجه الظلام.

## الملخص
على عكس مسلسل Blazing Teens، يضم المسلسل مجموعة مختلفة تمامًا من الشخصيات. حيث يكتشف أربعة مراهقين الفن المعروف باسم يو-كون-دو، والذي يجمع بين فنون الدفاع عن النفس وحيل اليويو. والآن، وتحت إشراف لاو شي، يجب عليهم إتقان مهاراتهم لحماية العالم.

## الممثلون
[بحاجة لمصدر]
| الشخصية   | صوت الدبلجة العربية |
| --------- | ------------------- |
| باركار    | رغدة الخطيب         |
| لاوشي     | مأمون الرفاعي       |
| مادي      | مهجة الشيخ          |
| ويلسون    | عادل أبو حسون       |
| سكوت      | طالب الرفاعي        |
| جوني      | محمد أيتوني         |
| سكاربيتي  | رأفت بازو           |
| جاين ستار | أميرة حذيفي         |
| اوتو      | بثينة شيا           |
| روج       | مروان فرحات         |
| فيكي      | حنان شقير           |
| ياولونق   | محمد خير أبو حسون   |

## الشخصيات

### فريق الشبان
- سكوت
- باركر
- مادي
- ويلسون
- المعلم لاوشي
- جوني
- فيكي

فريق الظلام